# Cruz Alta (tiểu vùng)
Cruz Alta là một tiểu vùng thuộc bang Rio Grande do Sul, Brasil. Tiều vùng này có diện tích 8449 km², dân số năm 2007 là 155047 người.